# Estland op de Olympische Winterspelen 2006
Estland nam deel aan de Olympische Winterspelen 2006 in Turijn, Italië. Er werden drie medailles gewonnen, alle drie goud in het langlaufen.

## Deelnemers
| Sport               | Naam                      | Discipline                                                      | Klassering | Resultaten                                                                          |
| ------------------- | ------------------------- | --------------------------------------------------------------- | ---------- | ----------------------------------------------------------------------------------- |
| Alpineskiën mannen  | Deyvid Operja             | Reuzenslalom                                                    | -          | 1e run dnf                                                                          |
| Alpineskiën vrouwen | Tiiu Nurmberg             | Reuzenslalom Slalom                                             | 34e 44e    | 1e run 1.08,39, 2e run 1.16,70 1e run 48,77, 2e run 54,21                           |
| Biatlon mannen      | Dimitri Borovik           | 4x 7,5 km estafette                                             | 15e        | 1:26.46,9                                                                           |
| Biatlon mannen      | Roland Lessing            | 4x 7,5 km estafette                                             | 15e        | 1:26.46,9                                                                           |
| Biatlon mannen      | Janno Prants              | ?                                                               |            |                                                                                     |
| Biatlon mannen      | Indrek Tobreluts          | 4x 7,5 km estafette                                             | 15e        | 1:26.46,9                                                                           |
| Biatlon mannen      | Priit Viks                | 4x 7,5 km estafette                                             | 15e        | 1:26.46,9                                                                           |
| Biatlon vrouwen     | Eveli Saue                | 7,5 km sprint 10 km achtervolging 15 km                         | 47e - 73e  | 24.55,4 dnf (gelapt en uit wedstrijd gehaald) 1:00.53,6                             |
| Kunstschaatsen      | Elena Glebova             | Vrouwen                                                         | 28e        | korte kür 38.47 pnt.                                                                |
| Kunstschaatsen      | Diana Rennik Aleksei Saks | Paren                                                           | 17e        | korte kür 39.72, vrije kür 118.13 pnt.                                              |
| Langlaufen mannen   | Erkki Jallai              | ?                                                               |            |                                                                                     |
| Langlaufen mannen   | Kaspar Kokk               | 4x 10 km estafette                                              | 8e         | 1:44.23,8                                                                           |
| Langlaufen mannen   | Peeter Kummel             | ?                                                               |            |                                                                                     |
| Langlaufen mannen   | Jaak Mae                  | 15 km klassiek 4x 10 km estafette                               | 5e 8e      | 38.35,2 1:44.23,8                                                                   |
| Langlaufen mannen   | Priit Narusk              | ?                                                               |            |                                                                                     |
| Langlaufen mannen   | Raul Olle                 | ?                                                               |            |                                                                                     |
| Langlaufen mannen   | Aivar Rehemaa             | 4x 10 km estafette                                              | 8e         | 1:44.23,8                                                                           |
| Langlaufen mannen   | Anti Saarepuu             | 1,5 km sprint                                                   | 8e         | B-finale 4e                                                                         |
| Langlaufen mannen   | Andrus Veerpalu           | 15 km klassiek 4x 10 km estafette                               | · 8e       | 38.01,3 1:44.23,8                                                                   |
| Langlaufen vrouwen  | Tatjana Mannina           | ?                                                               |            |                                                                                     |
| Langlaufen vrouwen  | Piret Pormeister          | ?                                                               |            |                                                                                     |
| Langlaufen vrouwen  | Kaili Sirge               | ?                                                               |            |                                                                                     |
| Langlaufen vrouwen  | Kristina Šmigun           | 10 km klassiek 15 km achtervolging 30 km vrije stijl massastart | · 8e       | 27.51,4 42.48,7 54.46,6                                                             |
| Langlaufen vrouwen  | Silja Suija               | ?                                                               |            |                                                                                     |
| Noordse combinatie  | Tambet Pikkor             | 7,5 km sprint                                                   | 32e        | Schansspringen 95.9, Sprint 18.15,1                                                 |
| Schansspringen      | Jaan Juris                | K90 K120                                                        | 32e 23e    | kwalificatie 117.50, 1e ronde 112.00 kwalificatie 80.3, 1e ronde 99.4, Finale 104.4 |
| Schansspringen      | Jens Salumä               | K90 K120                                                        | 50e -      | kwalificatie 107.00, 1e ronde 88.50 kwalificatie 52.2                               |

Albanië · Algerije · Amerikaanse Maagdeneilanden · Andorra · Argentinië · Armenië · Australië · Azerbeidzjan · België · Bermuda · Bosnië en Herzegovina · Brazilië · Bulgarije · Canada · Chili · China · Chinees Taipei · Costa Rica · Cyprus · Denemarken · Duitsland · Estland · Ethiopië · Finland · Frankrijk · Georgië · Griekenland · Groot-Brittannië · Hongarije · Hongkong · Ierland · IJsland · India · Iran · Israël · Italië · Japan · Kazachstan · Kenia · Kirgizië · Kroatië · Letland · Libanon · Liechtenstein · Litouwen · Luxemburg · Macedonië · Madagaskar · Moldavië · Monaco · Mongolië · Nederland · Nepal · Nieuw-Zeeland · Noord-Korea · Noorwegen · Oekraïne · Oezbekistan · Oostenrijk · Polen · Portugal · Roemenië · Rusland · San Marino · Senegal · Servië en Montenegro · Slovenië · Slowakije · Spanje · Tadzjikistan · Thailand · Tsjechië · Turkije · Venezuela · Verenigde Staten · Wit-Rusland · Zuid-Afrika · Zuid-Korea · Zweden · Zwitserland